# Горбуны (Волоковское сельское поселение)
Горбуны — деревня в Смоленском районе Смоленской области России. Входит в состав Волоковского сельского поселения. Население — 19 жителей (2007 год). 
Расположена в западной части области в 31 км к северо-западу от Смоленска, в 16 км севернее автодороги А141 Орёл — Витебск. В 12 км южнее деревни расположена железнодорожная станция Лелеквинская на линии Смоленск — Витебск.

## История
В годы Великой Отечественной войны деревня была оккупирована гитлеровскими войсками в июле 1941 года, освобождена в сентябре 1943 года. 